# Niles (Ohio)
Niles è una città nella Contea di Trumbull, Ohio, Stati Uniti. La popolazione della città era di 20.932 abitanti al censimento del 2000. Fa parte dell'area metropolitana di Youngstown-Warren-Boardman.
Situato nell'ex cintura industriale della nazione, l'economia della città si è concentrata inizialmente sulla lavorazione del ferro, ma in seguito si è diversificata con la produzione d'acciaio e di vetro [3]. Niles è stata compromessa dal declino del settore manifatturiero in tutto il Nord degli Stati Uniti nel 1970.

## Storia
Tra il 1900 e il 1920, la popolazione della città aumentava da 7.468 a poco più di 13.000 abitanti. [3] Gli sforzi della comunità per ricostruire la propria industria ha subito una temporanea battuta d'arresto nel 1910. Niles era una tra le molte città colpite dalle inondazioni che hanno devastato tutto lo Stato nella primavera del 1913. Il 23 marzo 1913, domenica di Pasqua, una straordinaria pioggia che ha colpito tutto lo Stato dell'Ohio, combinata con ghiaccio e neve che era ancora a terra, causava gravi inondazioni, tra cui l'esondazione del fiume Mahoning il quale causava ingenti danni e molti feriti nella cittadina di Niles. I danni ammontarono ad oltre 3 milioni dell'epoca e perirono 428 persone [3].
Niles è nota perché è il luogo di nascita di William McKinley, il 25 il presidente degli Stati Uniti. William McKinley è nato nella comunità il 29 gennaio 1843, e successivamente ha frequentato la scuola nella città al Niles High school (NHS). La morte del presidente McKinley nel 1901, a seguito di un attacco da parte di un assassino, sconvolse la nazione in particolare i residenti del nord-est dell'Ohio. Nel 1915, l'industriale di Youngstown Joseph G. Butler, Jr., un amico d'infanzia del defunto presidente, fece costruire due importanti mausolei in onore del presidente nel centro di Niles, l'Ethan e il Drama Memorial. [4] Le strutture ospitano attualmente la biblioteca della comunità, ed un piccolo museo.
Il 31 maggio 1985, la città di Niles fu colpita da un tornado F5 che aveva le sue origini a ovest di Newton Falls, dove ha distrutto gran parte di quella città. Il tornado devastò Niles, distruggendo una pista di pattinaggio ed un centro commerciale. Il tornado inoltre rase al suolo decine di case, squarciò anche lo storico Cimitero della città. Il tornado uccise nove persone, e fece 250 feriti. Quasi il 70% delle case sono state rase al suolo e molte altre sono state gravemente danneggiate. In tutte la Valle del Mahoning e la Valle dello Shenango un totale di 25 persone sono morte e 500 persone sono rimaste ferite, e i danni alle proprietà ammontarono a circa 140 milioni di Dollari.

## Geografia fisica
Secondo il censimento degli Stati Uniti d'America la città ha una superficie totale di 22,2 km², di cui 22,1 km² di esso è la terra e 0,1 km² (0,23%) è l'acqua.

## Attrazioni
Il Centro Commerciale Eastwood Mall, costruito da William M. Cafaro, che è stato nominato il più grande centro commerciale degli Stati Uniti d'America nella primavera del 2007. 
- Il National McKinley Birthplace Memorial, Biblioteca e Museo nel centro di Niles costruito nel 1915, in memoria del venticinquesimo presidente degli Stati Uniti d'America William McKinley.